# High Score : L'Âge d'or du gaming
High Score : L'Âge d'or du gaming est un docu-série Netflix créée par France Costrel. 
Cette série présente l'histoire des jeux vidéo et des entretiens avec les développeurs et les créateurs des premiers jeux vidéo. La série a été publiée pour la première fois le 19 août 2020.

## Épisodes
High Score présente des entretiens et des segments autour de la création et du développement de jeux vidéo dans les années 1980 et 1990. Ceux-ci sont mélangés avec des segments animés rendus dans un style pixel art qui rappelle les jeux vidéo de cette période. Le générique de la série est également réalisé en pixel art, avec de nombreuses références à des jeux vidéo passés ; son indicatif musical est composé par le groupe australien Power Glove. Charles Martinet, le narrateur de la série dans sa version originale, est un comédien de doublage connu pour avoir prêté sa voix au personnage de Mario.
| No | Title                  | Titre original | Diffusion originale |
| --- | ---------------------- | -------------- | ------------------- |
| 1 | Explosion en plein vol | Boom & Bust    | 19 août 2020        |
| Couvre la croissance initiale des jeux d'arcade et des consoles de jeux vidéo, de la fin des années 1970 au début des années 1980, jusqu'au krach du jeu vidéo de 1983. Les entretiens incluent Tomohiro Nishikado, créateur de Space Invaders ; Rebecca Heineman, vainqueur du premier championnat national américain de Space Invaders ; Doug Macrae, Steve Golson et Mike Horowitz de General Computer Corporation qui fabriquaient des kits de conversion pour jeux d'arcade ; Tōru Iwatani, créateur de Pac-Man ; Nolan Bushnell, cofondateur d'Atari ; Karen et Anderson Lawson, les enfants de Jerry Lawson, inventeur de la cartouche de jeu (pour la console Fairchild Channel F) ; Howard Scott Warshaw, développeur d'E.T. the Extra-Terrestrial. |                        |                |                     |
| 2 | Retour en force        | Comeback Kid   | 19 août 2020        |
| Couvre l'introduction de Nintendo en Amérique après le krach du jeu vidéo de 1983 avec le jeu d'arcade Donkey Kong, la NES, le championnat du monde Nintendo de 1990, l'utilisation des conseillers Nintendo Game Play pour aider les joueurs en difficulté, et la création de la Nintendo Power. Les entretiens incluent Hirokazu Tanaka, compositeur de musique pour plusieurs jeux Nintendo ; Gail Tilden, directrice marketing de Nintendo of America qui a aidé à commercialiser la NES et la Nintendo Power ; Jeff Hansen, vainqueur du championnat du monde Nintendo ; Shaun Bloom, un des conseillers Nintendo Game Play ; John Kirby, avocat qui a représenté Nintendo dans le procès intenté par les studios Universal pour plagiat (le personnage de Donkey Kong étant, selon eux, trop inspiré de King Kong). L'épisode est dédié à Kirby décédé en 2019. |                        |                |                     |
| 3 | Jeux de rôle           | Role Players   | 19 août 2020        |
| Couvre la création des jeux d'aventure et des jeux de rôle, des jeux vidéo en mode texte comme Colossal Cave Adventure aux aventures graphiques comme Mystery House et la série Ultima, en passant par l'essor des jeux de rôle sur console avec la série Final Fantasy. Les entretiens incluent Roberta Williams et Ken Williams, créateurs de Mystery House ; Richard Garriott, créateur de la série Ultima ; Yoshitaka Amano, artiste pour Final Fantasy ; Ryan Best, développeur du jeu de rôle GayBlade, basé sur une thématique LGBT. |                        |                |                     |
| 4 | La Guerre des consoles | This is War    | 19 août 2020        |
| Couvre la « guerre des consoles », avec la poussée agressive de Sega pour surpasser Nintendo aux États-Unis grâce à la Mega Drive et aux jeux Sonic et John Madden Football. Les entretiens incluent Tom Kalinske, PDG de Sega of America ; Hirokazu Yasuhara, concepteur du gameplay de Sonic ; Naoto Ōshima, concepteur de personnages pour Sonic ; Chris Tang, vainqueur du championnat du monde Sega 1994 ; Trip Hawkins, fondateur d'Electronic Arts ; Joe Ybarra, producteur de John Madden Football ; Gordon Bellamy, développeur de Madden NFL '95, premier jeu de la série Madden NFL à représenter des athlètes noirs. |                        |                |                     |
| 5 | Jeux de combat         | Fight!         | 19 août 2020        |
| Couvre la création de jeux de combat, notamment Street Fighter II et Mortal Kombat, qui jettent les bases des compétitions d'e-sport. Couvre également la controverse générée par Mortal Kombat et Night Trap, jeux jugés trop violents, ce qui a amené la création de l'Entertainment Software Rating Board, organisme qui a mis en place un système de classement des jeux par âge. Les entretiens incluent Akira Nishitani et Akira Yasuda, concepteurs de Street Fighter II ; John Tobias, co-créateur de la série Mortal Kombat ; Takahiro Nakano, vainqueur en 1993 d'un championnat de Street Fighter II Turbo Hyper Fighting et actuel propriétaire de l'équipe d'e-sport Nakano Sagat ; Jim Riley, créateur de Night Trap. |                        |                |                     |
| 6 | Un niveau au-dessus    | Level Up       | 19 août 2020        |
| Couvre la transition en 1993 de l'infographie 2D à l'infographie 3D avec, pour les ordinateurs, id Software et le jeu Doom (qui est aussi un des premiers jeux multijoueurs en ligne) et, pour les consoles, Nintendo et le jeu Star Fox. Les entretiens incluent John Romero, créateur de Doom ; Dylan Cuthbert et Giles Goddard, qui ont aidé à créer Star Fox ; Nolan Bushnell, qui, pour conclure la série, revient sur le développement et le succès de son jeu Pong, commercialisé en 1972. |                        |                |                     |

## Production
La créatrice France Costrel a déclaré qu'elle avait été inspirée pour créer le documentaire car, grandissant en France mais ayant des amis américains, « [les jeux vidéo] sont un langage universel. » Elle avait travaillé comme showrunner pour 8-Bit-Legacy, un documentaire de jeu vidéo pour Great Big Story, mais a reconnu qu'il ne couvrait qu'une partie de l'histoire de l'industrie. Elle a développé un pitch pour Netflix, en obtenant l'aide de ses collègues de l'émission Dark Net et Melissa Wood Costrel avait voulu détourner l'attention des jeux eux-mêmes comme la plupart des documentaires de jeux vidéo, et plutôt se tourner vers les développeurs derrière les jeux et les joueurs pour donner un aperçu de la créativité sur le développement de jeux vidéo Costrel a décidé de ne pas essayer de raconter une histoire complète des jeux vidéo, mais de la limiter à des histoires globales et cohérentes de certaines périodes de l'industrie. Costrel et Wood ont déclaré qu'il était logique de commencer dès le début des Jeux d'arcade et de console pour ajouter un côté de leur histoire, et ont choisi de mettre fin à la transition vers l'infographie 3D car cela « constituait une fin naturelle, un nouveau type de tremplin. dans l'histoire du jeu ".
En recherchant leurs histoires, Costrel a déclaré que la plupart des sociétés de jeux vidéo étaient disposées à travailler avec elles pour présenter le cas, tandis que certains des créateurs avaient quitté l'industrie et étaient également prêts à partager leurs histoires Alors que Costrel a estimé qu'ils avaient du matériel pour environ vingt heures de contenu, ils ont dû réduire cela aux six épisodes et se concentrer davantage sur ces histoires qui intéresseraient tous les types de joueurs, pas seulement les joueurs hardcore.
L'un des jeux présentés dans la série était GayBlade de Ryan Best qui l'avait créé dans les années 1990. Comme expliqué dans l'émission, alors qu'il déménageait d'Hawaï en Californie, toutes ses propres copies du jeu ont été perdues, et n'ont pu trouver aucune autre copie ailleurs, ce qu'il avait expliqué aux producteurs lors de la production. Les producteurs avaient fait des recherches en ligne pour le jeu afin de trouver des copies à utiliser pour l'émission; vers la fin de la post-production, ils avaient été contactés par le musée Schwules de Berlin, en Allemagne, qui a pu leur fournir une copie du jeu qui a ensuite rendu la copie à Best.
Costrel est directeur avec William Acks, Sam LaCroix et Melissa Wood; tous les quatre avec Courtney Coupe sont également les producteurs exécutifs de l'émission.

## Critique
La série a été bien accueillie par les journalistes, pour qui il s'agit un aperçu intéressant de la période des jeux vidéo. GameSpot a appelé la série « un cours intensif sur l'âge d'or du jeu vidéo rempli d'interviews perspicaces à l'écriture brillante et, surtout, porteur d'un message inspirant et inclusif. » SlashFilm a appelé la série « l'une des plus élégantes et des plus satisfaisantes de l'histoire des premières décennies des jeux vidéo, même s'il ne s'agit pas d'un compte rendu complet et définitif des hauts et des bas de l'industrie dans son ensemble. » Le Hollywood Reporter a déclaré : « C'est loin d'être le meilleur ou le plus important documentaire de Netflix - c'est souvent plutôt superficiel et plein de trous béants - mais en termes de fluidité, avec six épisodes, dont aucun ne dure plus de 47 minutes, High Score est difficile à battre. Il est léger et amusant et plein d'anecdotes divertissantes, avec une volonté de sortir un peu des sentiers battus afin qu'il y ait des choses à apprendre, même pour le public principal de la série. »
Ars Technica a comparé favorablement la série à la lumière de sa propre série de documentaires War Stories comme un regard solide sur cette ère des jeux vidéo, mais a noté que High Score a quelques omissions notables, comme Tetris.
A.V. Club était plus critique à l'égard du récit décousu fourni par la série, tout en louant le système d'entretiens avec des personnalités mineures de l'histoire de l'industrie, en disant : « Ces histoires personnelles et souvent inattendues sont facilement le point culminant de High Score, et elles sont parfois les seules choses qui l'empêche de devenir la version scolaire d'une leçon d'histoire du jeu vidéo. » Slate a critiqué la série pour avoir mis sur la touche certains développements tout aussi importants tels que la série Wizardry aux côtés d'Ultima, et pour ne pas avoir évoqué de parallèles modernes, tels que les temps de crise dans l'industrie du jeu vidéo.